# Велосипедний туризм
Велосипедний туризм (велотуризм) — це один з напрямів спортивного туризму, який ґрунтується на проходженні різноманітних туристичних маршрутів на велосипеді.

## Види велотуризму
Велосипедний туризм має декілька видів, основні з яких

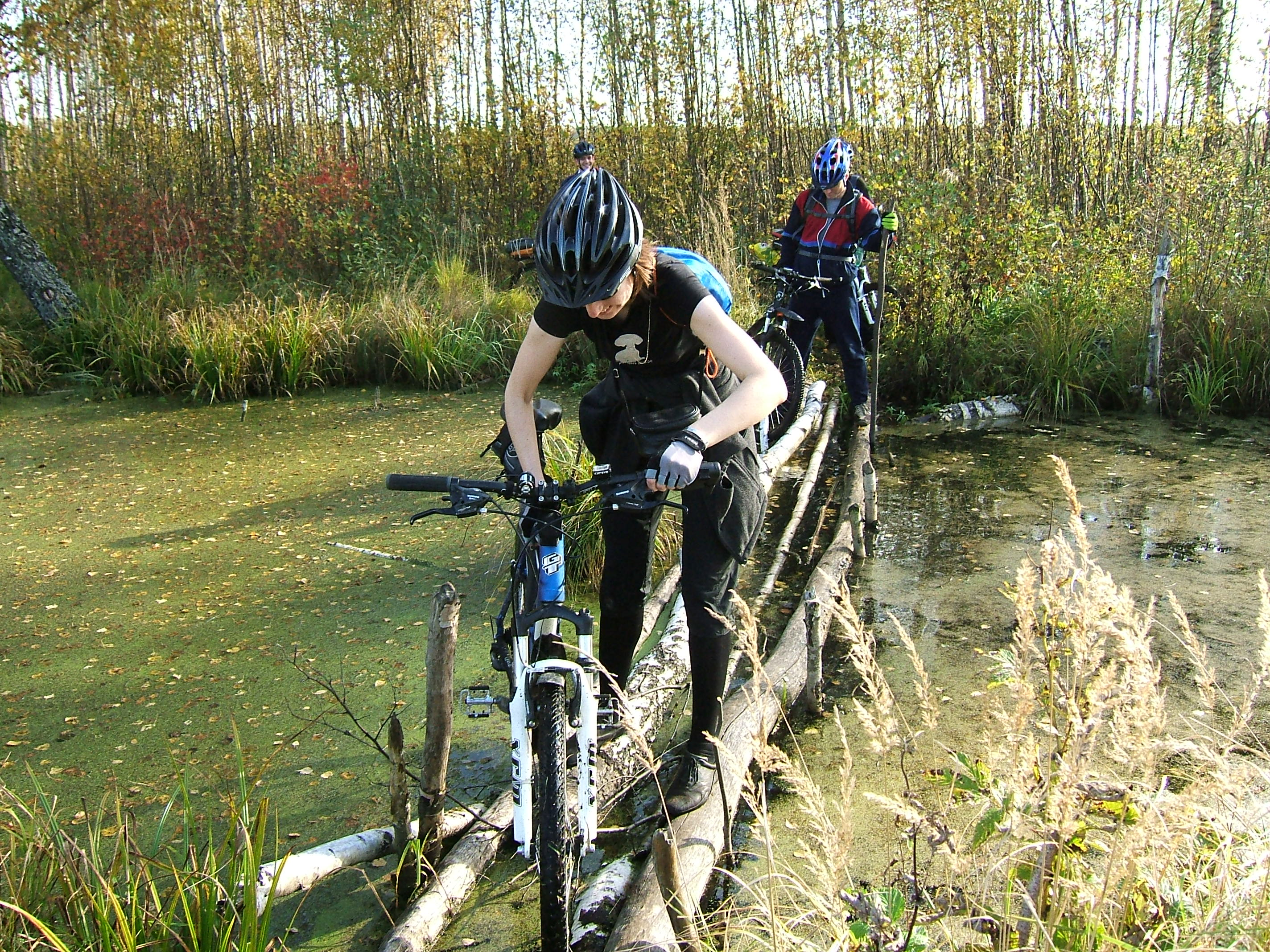
Перехід велотуристів через болото

- цивілізований — цей вид велосипедного туризму найбільш простий та відомий, це звичайні прогулянки на велосипеді за певним маршрутом;
- спортивний — цей вид менш популярний, він ґрунтується на подоланні заздалегідь вказаних дистанцій за певний період часу на велосипеді, сюди також відносяться рекорди;
- перегони — подолання певного маршруту на час, головна мета — приїхати першим, це азартний вид велосипедного туризму, при якому туристи навіть не помічають пам'ятки біля яких їдуть;
- експедиції — цей вид для тих туристів, яким подобається подолання перешкод, наприклад: маршрут в гори, через водойми;
- байкерський — це теж своєрідне змагання, такий вид обирають туристи, які хочуть перевірити свій велосипед на міцність;
- велосипедні походи — це подолання туристичного маршруту, в рамках якого туристи вивчають природу та пам'ятки світу.

Дуже важливим в проведенні велосипедного туру є вибір категорії складності, на це впливає кількість днів на маршруті, кілометраж, різноманітні перешкоди, додаткове обладнання, тощо. Категорій всього 6 . Окрім цього велосипедний туризм має ще ряд особливостей. Перша особливість ґрунтується на тому, що вплив на розвиток велосипедного туризму чинять лижний та горний туризм, а також спортивні традиції. Суть цієї особливості полягає в тому, що велосипедні походи мають спортивний стиль, який виражається в економії часу та чіткої організації праці на маршруті. Під час маршруту забороняється зупинятися без дозволу командира, всі члени групи чітко виконують заздалегідь обговорені обов'язки

## Велотуризм як активний відпочинок
Велотуризм як активний відпочинок полягає в проходженні на велосипеді маршрутів, що містять загальнотуристичні та специфічні для велотуризму об'єкти екскурсійного характеру. Складність таких походів може коливатися від простої до вкрай високої, маршрути прокладаються так, щоб використати переваги, які дає велосипед для швидкого пересування по маршруту. Головні відмінності таких велопоходів від спортивного велотуризму, орієнтованого на отримання спортивних розрядів і звань — відмова від навмисного ускладнення маршруту, поділу походів на категорії складності та суміщення спортивної складової походу з оглядом культурних та природних пам'яток. Серед видів активного відпочинку велосипедний туризм є лідером за швидкістю пересування і протяжністю маршрутів.

### Різновиди велопоходів
- Одноденний велопохід — велопохід без ночівель. Як правило, виїзд вранці, приїзд — увечері того ж дня.
- «Похід вихідного дня» (ПВД) — велопохід з однією ночівлею, як правило, виїзд у суботу вранці та приїзд у неділю ввечері.
- Багатоденний велопохід — велопохід тривалістю в кілька днів.
- Тривалий велопохід — велопохід, що може тривати до кількох місяців та з маршрутом по декількох регіонах, країнах.
- Навколосвітня велоподорож — велопохід довкола Земної кулі, проходить по більшості континентів, триває до кількох років.

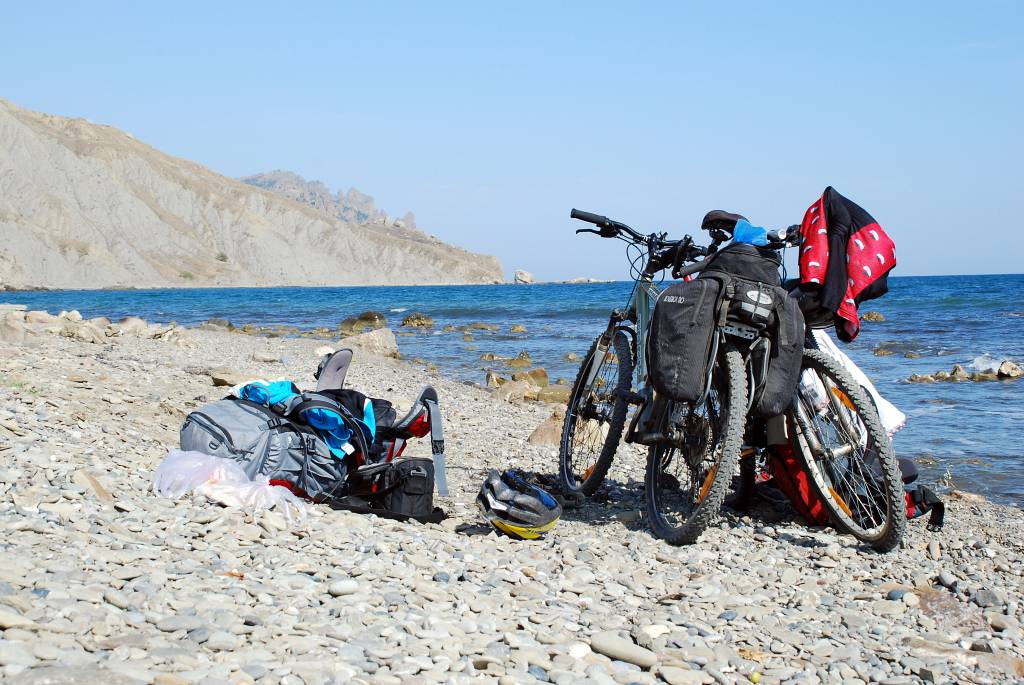
Відпочинок велотуристів на березі моря
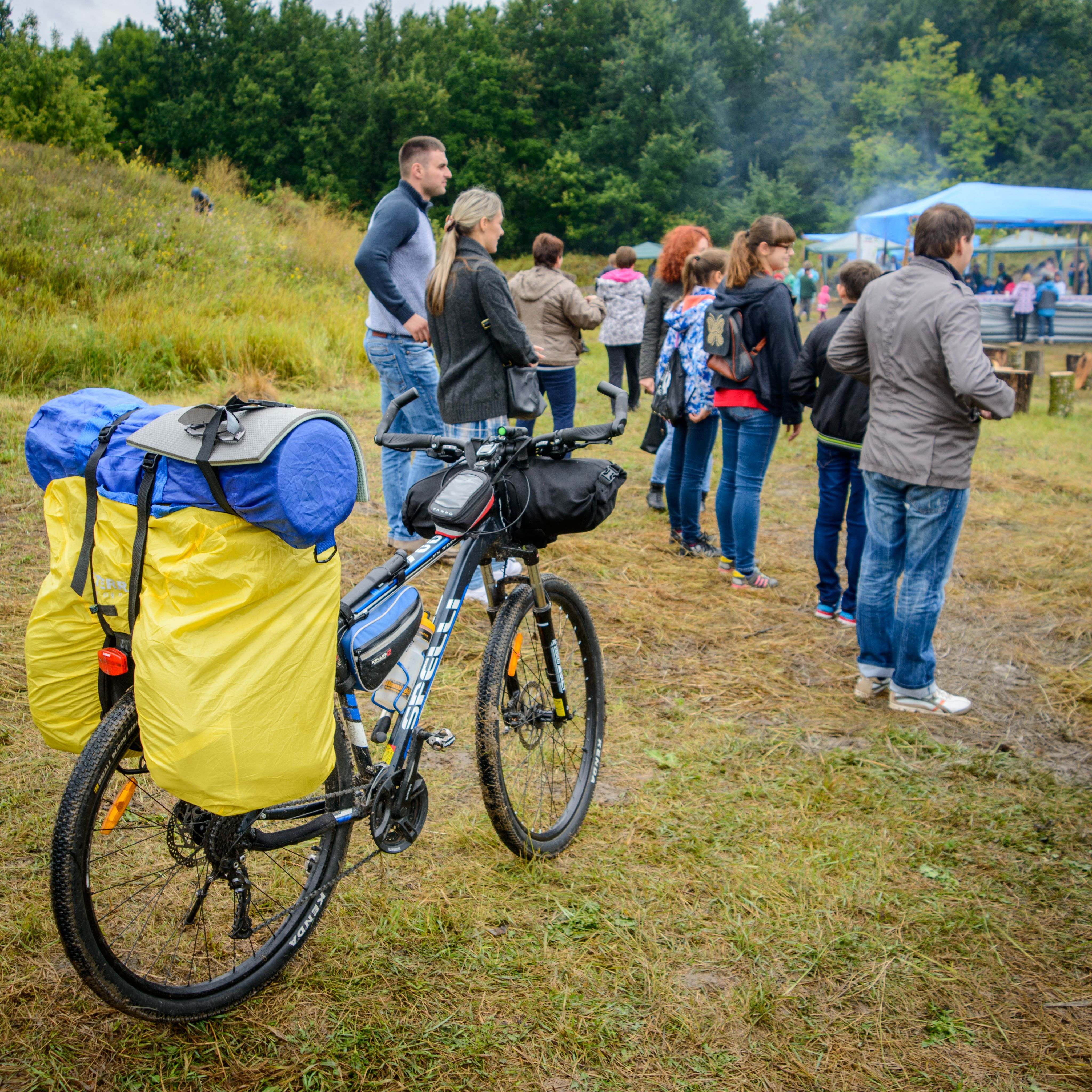
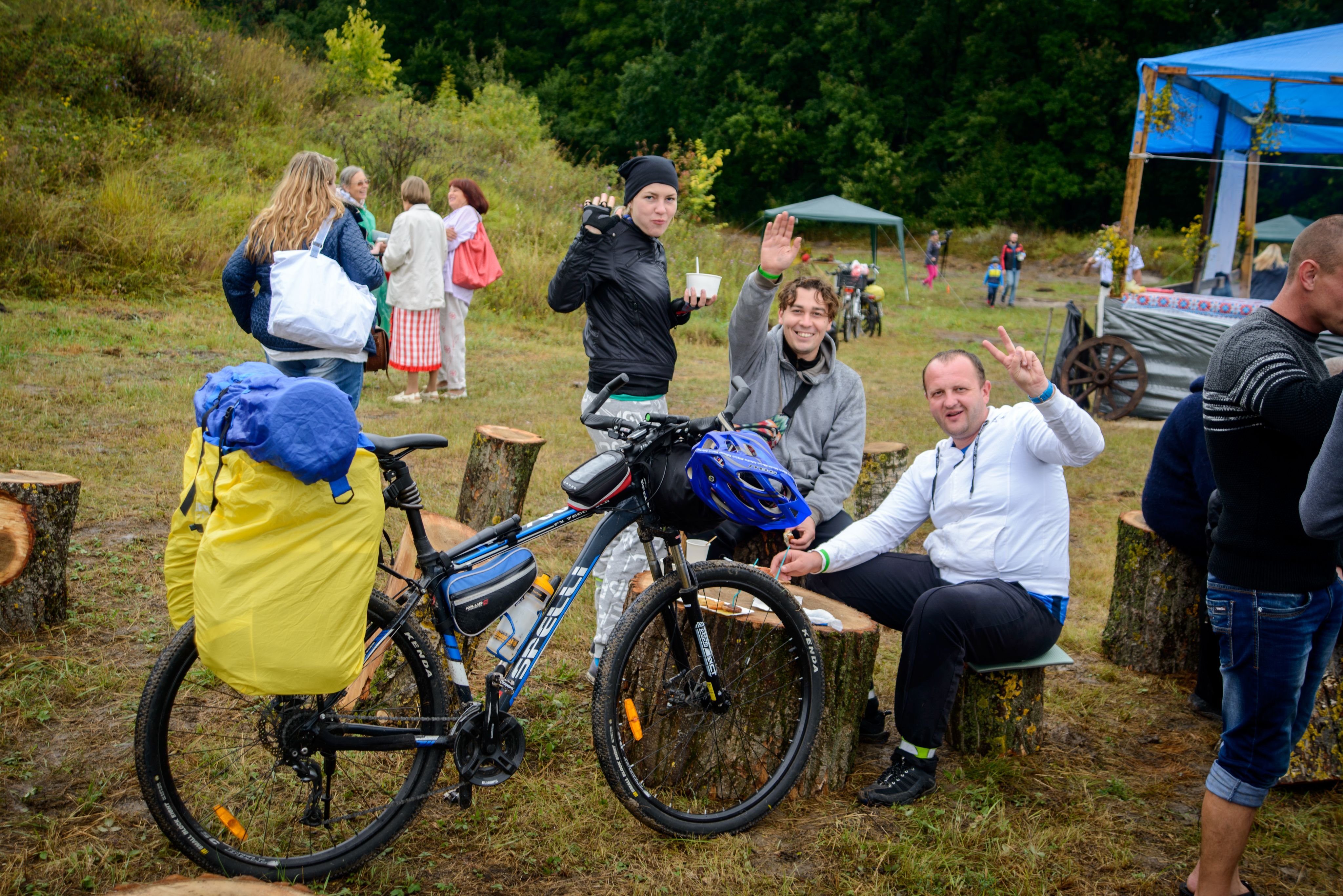
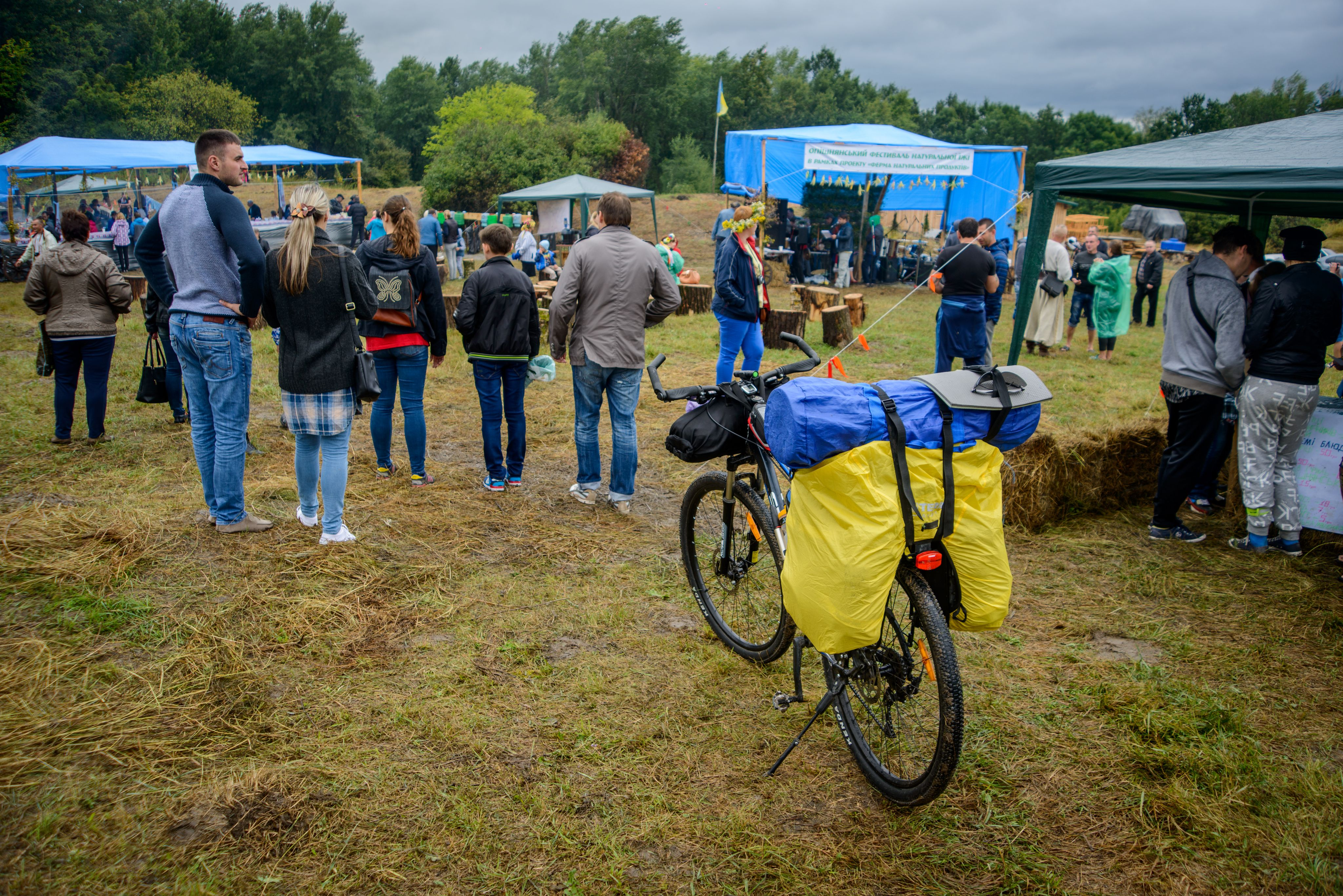

Велосипедний туризм відноситься до рекреаційних поїздок далеко від дому, які включають відпочинок на велосипеді як фундаментальну та важливу частину подорожі. Відпочинок на велосипеді дає мандрівникам відчуття незалежності та гнучкості. Велосипедисти можуть вирішувати, коли та з якою швидкістю вони хочуть їздити на велосипеді. Їзда на велосипеді може бути спортивною, мирною та соціальною діяльністю, якою часто насолоджуються на природі. Велосипедний туризм стає все більш популярним серед різних груп, таких як молодь, люди похилого віку та іноді сім'ї.

## Спортивний велотуризм
Спортивний туризм може бути як активним відпочинком, так і різновидом спортивного туризму . Велосипедний туризм, наприклад, є одним з напрямів спортивного туризму, який ґрунтується на проходженні різноманітних туристичних маршрутів на велосипеді . Спортивний туризм може бути корисним для здоров'я, але перед початком занять необхідно проконсультуватися з лікарем та дотримуватися правил безпеки.

## Категорії складності велосипедних походів
Походи у спортивному велосипедному туризмі розділяються на шість категорій складності (к.с.): перша — I к.с. (найпростіший рівень), друга — II к.с., третя — III к.с., четверта — IV к.с., п'ята — V к.с. та шоста — VI к.с. (найскладніший рівень). Для визначення складності та категорії походу оцінюють тривалість ходових днів, протяжність у кілометрах, наявність ґрунтових/гірських доріг, набір висоти. У велосипедних походах VI к.с. враховують також локальні перешкоди — переправи через річки або категорійні перевали.
| Категорія складності походу | Тривалість ходових днів походу, макс., Т | Протяжність у км, не менше, L | На рівнинній місцевості | У гірській місцевості | Вимоги до учасників                             |
| --------------------------- | ---------------------------------------- | ----------------------------- | --- | --- | ----------------------------------------------- |
| I к.с.                      | 6 днів (+1 днювання)                     | 250 км                        | Не регламентується | Не регламентується | Всі охочі                                       |
| II к.с.                     | 8 днів (+1—2 днювання)                   | 400 км                        | Не менше 150 км ґрунтових доріг При відсутності цих перешкод — L>800 км                                                                              | Не менше 75 км ґрунтових доріг, сумарний набір висоти не менше Н=2000 м. При відсутності ґрунтових доріг Н=4000 м.                                               | учасники I к.с. 30 % на одну категорію нижче.   |
| III к.с.                    | 10 днів (+2 днювання)                    | 500 км                        | Не менше 200 км ґрунтових доріг, польових та лісових стежок. При відсутності цих перешкод — L>1000 км                                                | Не менше 100 км ґрунтових доріг, Н=4000 м. При відсутності ґрунтових доріг Н=7000 м.                                                                             | учасники II к.с. 30 % на одну категорію нижче.  |
| IV к.с.                     | 13 днів (+2—3 днювання)                  | 600 км                        | Не менше 300 км ґрунтових доріг, польових та лісових стежок. При відсутності цих перешкод — L>1200 км                                                | Не менше 150 км ґрунтових доріг, Н=7000 м. При відсутності ґрунтових доріг Н=10000 м.                                                                            | учасники III к.с. 30 % на одну категорію нижче. |
| V к.с.                      | 16 днів (+3 днювання)                    | 700 км                        | Не менше 400 км ґрунтових доріг з піщаними або заболоченими ділянками, по лісових хащах з подоланням водних перешкод вбрід.                          | Не менше 200 км ґрунтових доріг Н=10000 м. При відсутності ґрунтових доріг Н=15000 м.                                                                            | учасники IV к.с. 30 % на одну категорію нижче.  |
| VI к.с.                     | 20 днів (+4 днювання)                    | 800 км                        | Не менше 500 км доріг, що важко долаються на заболочених чи піщаних ділянках, лісових хащах, подолання річок з наведенням не менше однієї переправи. | Не менше 250 км ґрунтових доріг, Н=12000 м, подолання не менше одного категорійного перевалу 1-А або річки з наведенням переправи. При інших умовах — Н=20000 м. | учасники V к.с.                                 |

1. H — сумарний набір висоти за весь похід
2. для велопоходів, що включають рівнинні та гірські ділянки, перешкоди враховуються у відповідних (до відстані та подоланих перешкод) пропорціях;
3. радіальні кільцеві виїзди (не більше 10 % від загальної протяжності маршруту) як у рівнинній, так і в гірській місцевостях зараховуються в повному обсязі;
4. лінійні радіальні виїзди у гірській місцевості на велосипедах з вантажем зараховуються у обидві сторони, а без велосипедів (підняття на вершини, спуски до джерел, інші вилазки тощо) — зараховуються в одну сторону;
5. не менше ніж 50 % ночівель для походів усіх к.с. повинно бути в польових умовах.

## Обмеження та заходи щодо подорожей через COVID-19

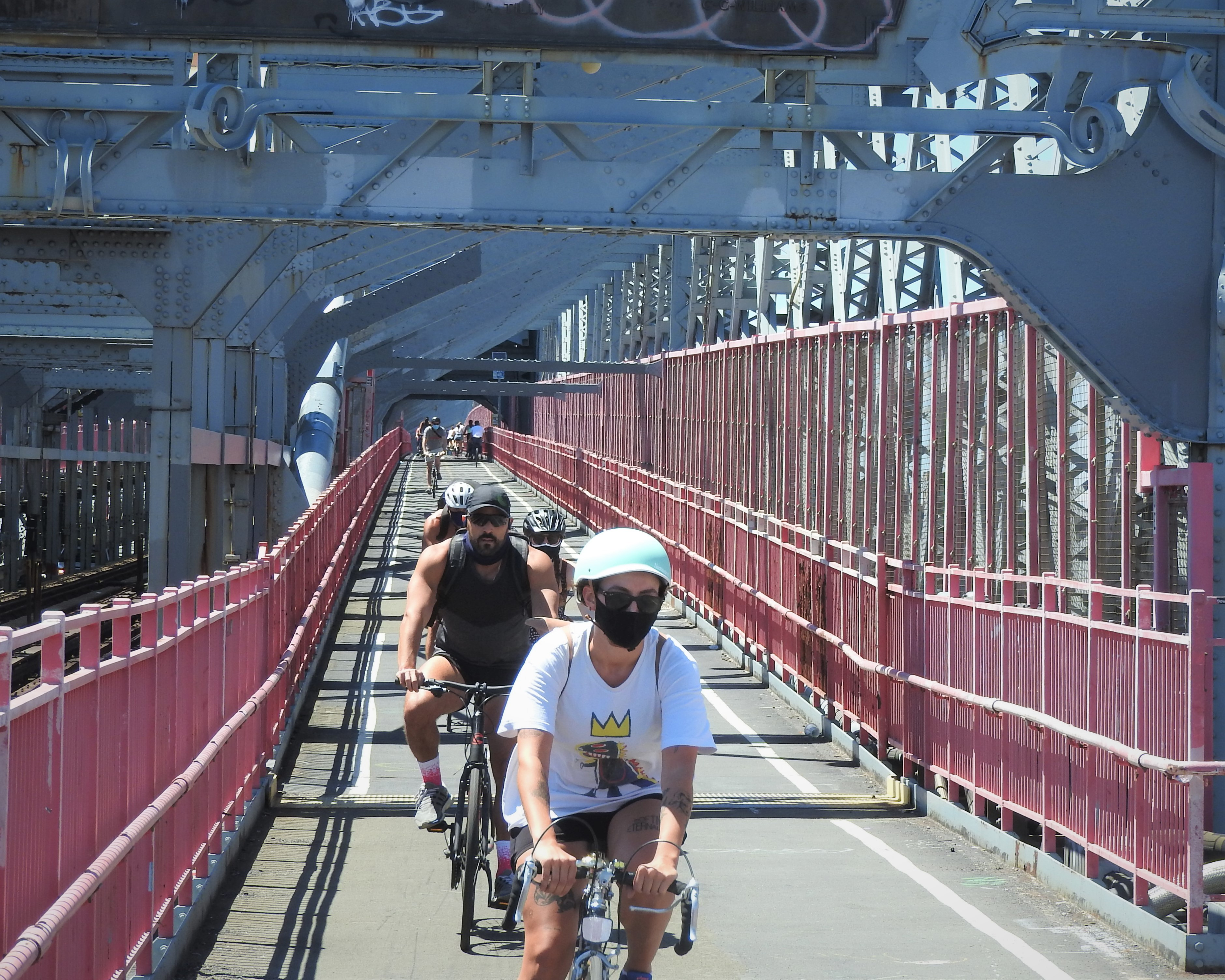

Під час пандемії велосипедний туризм зріс. Багато європейців більше, ніж раніше, хочуть бути на природі. Їзда на велосипеді — чудовий спосіб зануритися в природу. Багато людей, які їздили на велосипедну відпустку під час пандемії, сказали, що відчувають натхнення зробити це знову. Ці велосипедні канікули були в основному внутрішніми та регіональними через обмеження на подорожі. Зараз, коли обмеження на подорожі повільно зменшуються, велосипедним туристам стає цікавіше виїжджати і за кордон. На початку 2022 року більшість європейських країн скасували значну частину обмежень. Очікується, що цей позитивний розвиток продовжуватиметься зі зменшенням кількості людей, госпіталізованих через COVID-19.
Основними європейськими країнами-джерелами велосипедного туризму є Німеччина, Велика Британія, Нідерланди, Данія, Бельгія та Франція. Цей вибір базується на популярності велосипедного відпочинку в поєднанні з бажанням подорожувати до країн, що розвиваються.
З роками кількість велосипедистів і велосипедних поїздок зросла. Він досяг піку в 2020 році, коли COVID-19 став глобальною проблемою. У цей час багато людей знову відкрили свою любов до природи, фізичних вправ і занедбаних місць.

## Велосипедні маршрути Європою
В Європі є безліч велосипедних маршрутів, які пролягають через мальовничі місця та дозволяють насолоджуватися красою природи. Ось декілька з найкращих велосипедних маршрутів у Європі:
1. Північне море — цей маршрут бере свій початок з північної околиці Шотландії і прямує повз узбережжя Англії, Франції, Бельгії, Нідерландів, Німеччини, Данії, Швеції та Норвегії. Його довжина становить 6 тисяч кілометрів .[7]
2. Via Francigena — це найдовший позначений велосипедний маршрут в Італії, який проходить від Великого Сен-Бернара на кордоні з Швейцарією до Базиліки Святого Петра в Римі. Маршрут проходить через вершник Tuscan пейзажі і минуле середньовічні міста як Сан-Джиминьяно[7].
3. Дунайський велосипедний шлях — це один з найвідоміших і добре їздив на велосипеді маршрутів в Європі. Він пролягає вздовж Дунаю від свого джерела в Німеччині аж до Чорного моря. Цей шлях, який crisscrosses кордону між Німеччиною і Австрією протягом більшої частини поїздки, ідеально підходить для велосипедистів будь-якого віку і здібностей .
4. Велосипедний маршрут у долині Валсугана — цей маршрут починається в Перджине-Вальсугана, потім тягнеться на 52 км у Трентіно, перш ніж досягти регіону Венето. Стежка з досить невеликим перепадом висот в'ється вздовж річки Брента і проходить біля озер Кальдонаццо і Левіко .
5. Велосипедний маршрут в долині Луари — цей маршрут пролягає вздовж річки Луари від Орлеана до Анже. Він проходить через мальовничі міста, замки та виноградники .